# خصائص الکبری
خصائصُ الکبری با عنوان اصلی «کفایة الطالب اللبیب فی خصائص الحبیب»؛ اثری از جلال‌الدین سیوطی دربارهٔ محمد، پیامبر اسلام است به‌طور ویژه به منش و ویژگی‌های فردی پیامبر پرداخته است. این اثر دربرگیرندهٔ حدود ۵۷۰ باب دربارهٔ «ویژگی‌های عام»، «ویژگی‌های تکوینی» و «احکام اختصاصی» منسوب به پیامبر اسلامی، محمد است.